# Alpargatas Argentina
Alpargatas Argentina es el principal fabricante textil en Argentina, así como un importante distribuidor y exportador. Actualmente es propiedad de una joint venture conformada por Itaú Investimentos, el fondo de inversión Cambuhy y Brasil Warrant.

## Historia
La experiencia de fabricación de calzado de lona con suela de yute de Juan Echegaray, un inmigrante vasco y la capacidad en ingeniería textil de Robert Fraser, un inmigrante escocés, crean una sociedad en 1883 para la fabricación de alpargatas (calzado de lona con suela de yute, apto para los trabajadores por su comodidad, durabilidad y bajo costo). El calzado tenía fabricación manual, diseñándose luego una maquinaria apropiada para producir alpargatas industrialmente y surgiendo el producto en 1885, realizado por la sociedad anónima Fábrica Argentina de Alpargatas, que en poco tiempo se expande a Uruguay y Brasil.
La ola de inmigrantes hacia Argentina durante las décadas de 1880 y 1890 aumentó la demanda de un calzado sencillo y humilde e hizo que Alpargatas expandiera sus operaciones a la República Oriental del Uruguay hacia 1890. El rápido crecimiento de la industria textil condujo a la instalación de los primeros telares para la fabricación de lonas y a su diversificación en 1892 y 1907, cuando se funda “São Paulo Alpargatas”, en Brasil que se mantiene vinculada al grupo hasta la década de 1980.

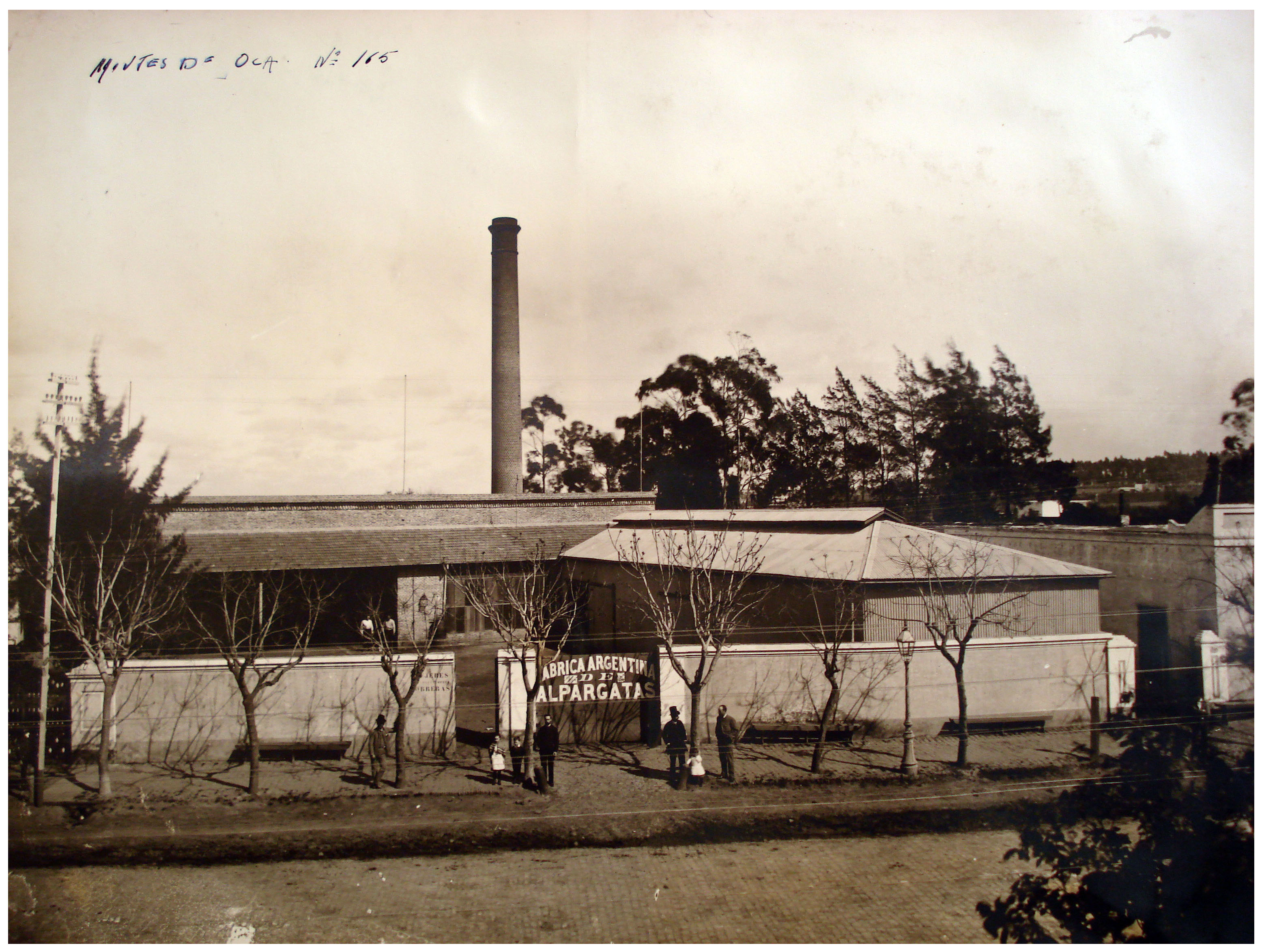
Fábrica de Alpargatas en Barracas, c. 1920.

El crecimiento de la compañía permitió ampliar sus instalaciones hacia 1928, ocupando una manzana en Barracas, zona sur de la ciudad de Buenos Aires. Esta planta comenzó a hacer calzado con suela de caucho vulcanizado en la década de 1930 bajo la supervisión del ingeniero Luis Pastorino.
Alpargatas reubicó su fábrica en 1950 en Ingeniero Juan Allan, en el conurbano sur de Buenos Aires. Esta nueva instalación de 70.000 m² permitió diversificar su línea de productos, presentando al mercado, en 1962, su marca Flecha, su calzado informal. El establecimiento de una desmotadora de algodón, en 1968, en una ciudad en el norte de Argentina, Presidencia Roque Sáenz Peña, para la fabricación de tela para jean (denim), permitió a la compañía Alpargatas tomar ventaja de las tendencias de moda informal. Una nueva planta en 1972, en Aguilares (Tucumán), le permitió crear su Pampero, la línea de calzado Infantil.
La evolución de la calidad en la fabricación de zapatillas, la necesidad de generar nuevos modelos y la oportunidad de cobrar un precio mayor por un producto superior desató un debate interno en la empresa que también tenía entre sus marcas a Grafa o Pampero. Las posturas eran dos: crear una nueva marca o, en su caso, mantener a Flecha como paraguas de las nuevas zapatillas. Transcurría 1975 y la decisión que se tomó fue crear una nueva denominación para un calzado deportivo distinto y de mejor calidad. Lejos de las consultoras de marketing o las especialistas en maning, el entonces presidente de la empresa, Eduardo Oxenford, optó por buscar el nombre en la casa. El perro de la familia, llamado Topper, fue el inspirador de la futura marca. En 1975, Alpargatas lanzó así Topper, que se convertiría, quizás, en su marca más duradera, en Argentina.
Una nueva planta en Catamarca condujo a otro éxito comercial, Palette, la línea de sábanas y cubrecamas.
El grupo se expandió hacia el ámbito bancario en 1978 con la adquisición de una participación del 50% en el Banco Francés, la entidad financiera que tenía 15 sucursales y que creció a 62 sucursales al momento en que Alpargatas vendió su participación a financista local Eduardo Costantini en 1991.
En 1973, Alpargatas Argentina inauguró una planta cerca de la localidad de San Pedro Norte, en la Provincia de Córdoba. Conocida como Fábrica Fibra Palma, esta instalación producía calzados fabricados con Yute (Corchorus capsularis), un material obtenido de la planta de palma, muy abundante en la región norte de la provincia de Córdoba. A esta fábrica asistían operarios provenientes de diversas localidades del norte cordobés y de la provincia de Santiago del Estero.
Posteriormente, en 1992, la empresa abrió una nueva fábrica en la ciudad de Deán Funes, también en la Provincia de Córdoba. Esta planta contaba con trabajadores locales y de zonas cercanas. Sin embargo, ambas plantas enfrentaron un destino desafortunado en 1998, cuando cerraron sus operaciones debido a los problemas económicos que atravesaban tanto la empresa como el país durante los últimos años de la presidencia de Carlos Menem.
El propietario de las plantas del norte cordobés era Ronald Field. En 2023, los terrenos de la exfábrica de San Pedro Norte fueron donados a la municipalidad local, con el propósito de construir una base operativa para combatir incendios forestales. Por su parte, la planta de Deán Funes funcionaba en el edificio del antiguo Cine España, que posteriormente fue convertido en el Centro Cultural Municipal de la Sociedad y Mutual Española.
En octubre del 2007 el Grupo Camargo Corrêa adquirió un 34,6% de Alpargatas (en 52 millones de dólares) iniciando un proceso para alcanzar la participación accionaria del 100%. Este contrato de compraventa se celebró con Newbridge Latin America LP, Long Bar Argentina LLC, Columbia/HCA Master Retirement Trust, OCM Opportunities Fund II LP y otros inversores (Horacio G. Scapparone, José López Mañán, Florencia Isabel Sundblad, Carlos Martín Basaldúa, Alicia Ester Kutyn, Martín Basaldúa, Ricardo López Seco, María Beatriz Resta, Máximo Casasco y Carlos M. Casarotti Quinteiros). Con esta transacción, la entonces São Paulo Alpargatas, asumía el control de la compañía.
La línea de ropa de trabajo Pampero fue vendida, en 2010, a una sociedad entre los dueños de Cardón y la familia Karagozian, propietaria del grupo textil TN Platex.
En octubre de 2012, Alpargatas se desprendió de la marca Palette. La empresa Coteminas, que produce en la Argentina, se quedó con la línea de negocios de la compañía del grupo Camargo Correa. Coteminas se instaló en Argentina en 2004 tras haber comprado una planta de la ex Grafa en Santiago del Estero. Y si bien hasta 2010 sólo fabricaba telas de toallones en crudo y las exportaba a Brasil para su teñido, terminación y confección final, comenzó a producirlos íntegramente terminados, exportando el 30%. En la operación formó parte la empresa argentina Fibras del Sur, licenciataria de los productos Palette. La decisión de desprenderse de Palette tiene relación con la necesidad de privilegiar los negocios textiles de Tavex en la Argentina, donde Camargo Correa (dueño de Alpargartas) es el principal accionista.
El 19 de marzo de 2013, con la adquisición del 4,33% de Alpargatas SAIC (por 4,7 millones de dólares), Alpargatas SA (Brasil) pasó a controlar el 100% del capital accionario de la empresa textil argentina.[cita requerida]
En abril de 2013 el Grupo Camargo Corrêa SA, controlante del 44% del capital de Alpargatas SA (Brasil) (ex São Paulo Alpargatas Company SA) decidió el retiro de la oferta pública y cotización de las acciones de Alpargatas SAIC de la Bolsa de Comercio de Buenos Aires, interrumpiendo una trayectoria de más de cien años en el mercado de capitales brasileños.
En mayo de 2016 la firma suspendió a 450 trabajadores en La Pampa y pasará a retiro a otros 70. Días después anunció 70 despidos en la planta radicada en la provincia de Túcuman, demás de retiros voluntarios en la planta de San Luis; y para Catamarca. Según el gerente se trata de una señal de que la situación económica de la empresa atraviesa por un momento de incertidumbre debido a que “la política tarifaria e impositiva. además de la apertura de importaciones, han afectado al sector” El secretario general de la Asociación Obrera Textil, Nerio Medina, dijo que continúa la merma en las ventas de la fábrica, perjudicada por la apertura de las importaciones dispuestas por el nuevo gobierno nacional. La situación de la empresa se inscribe en el marco de la crisis del sector textil argentino de 2016, producto de la caída de la demanda, el aumento de tarifas y al creciente fenómeno de ingreso de importaciones.
En 2017 la empresa suspende a 1300 empleados. La compañía justificó la medida a partir de la “caída del consumo y el aumento de importaciones”. Las suspensiones en Tucumán se sumaron al cierre de una planta en San Luis y de una línea de producción en Florencio Varela y suspensiones en Catamarca y La Pampa.
A lo largo de los años ha sido propiedad del Grupo Alpargatas, Grupo Camargo Corrêa, J&F Investimentos y actualmente desde 2017 pertenece a una joint venture conformada por Itaú Investimentos, el fondo de inversión Cambuhy y Brasil Warrant.